# La Verpillière
La Verpillière är en kommun i departementet Isère i regionen Auvergne-Rhône-Alpes i sydöstra Frankrike. Kommunen ligger i kantonen La Verpillière som tillhör arrondissementet La Tour-du-Pin. År 2022 hade La Verpillière 7 643 invånare.

## Befolkningsutveckling
Antalet invånare i kommunen La Verpillière
Referens:INSEE